# Podosoje (Trebinje, BiH)
Podosoje je naseljeno mjesto u gradu Trebinju, Republika Srpska, BiH.

## Stanovništvo

### 1991.
Nacionalni sastav stanovništva 1991. godine, bio je sljedeći:
ukupno: 53
- Srbi - 53

### 2013.
Nacionalni sastav stanovništva 2013. godine, bio je sljedeći:
ukupno: 53
- Srbi - 53